# Боядла (гмина)
Боядла (пол. Bojadła) — сельская гмина (волость) в Польше, входит как административная единица в Зелёногурский повет, Любушское воеводство. Население — 3378 человек (на 2004 год).

## Сельские округа
1. Белче
2. Боядла
3. Картно
4. Кленица
5. Млынково
6. Пшевуз
7. Пырник
8. Сядча
9. Суслув

## Прочие поселения
1. Карчемка
2. Клинички
3. Пулько
4. Соснувка
5. Вирувек

## Соседние гмины
1. Гмина Каргова
2. Гмина Кольско
3. Гмина Нова-Суль
4. Гмина Отынь
5. Гмина Тшебехув
6. Гмина Забур